# Ronnie Taylor
Ronald „Ronnie” Taylor (ur. 27 października 1924 w Londynie, zm. 3 sierpnia 2018) – brytyjski operator filmowy nagrodzony Oscarem za zdjęcia do filmu Gandhi (1982; reż. Richard Attenborough). Nagrodę otrzymał wspólnie z Billym Williamsem.

## Filmografia
- Tommy (1975); wspólnie z Dickiem Bushem
- Żelazny krąg (1978)
- Gandhi (1982); wspólnie z Billym Williamsem
- Mistrzowie (1984)
- Chór (1985)
- Obce ciało (1986)
- Opera (1987)
- Krzyk wolności (1987)
- Morze miłości (1989)
- Eksperci (1989)
- Złodziej tęczy (1990)
- Popcorn (1991)
- Wiek zdrady (1993)
- Dobry król (1994)
- Upiór w operze (1998)
- Bezsenność (2001)